# Teleconfronto
Teleconfronto (o Mostra Internazionale del Telefilm) è stato un festival internazionale della televisione che si è svolto in sei edizioni tra il 1983 e il 1988 nella città di Chianciano Terme (Siena - Italia).

## La mostra
Teleconfronto - Mostra Internazionale del Telefilm, è fondato nel 1982 dal Comune di Chianciano Terme (Siena) e da un gruppo di intellettuali operanti nel settore della comunicazione di massa, sulla base del successo che il Premio Chianciano stava riscuotendo già da un decennio. Si tiene in sei edizioni, dal 1983 al 1988, sotto il patrocinio del Conseil International du cinéma et de la télèvision (UNESCO) e della Regione Toscana, con la collaborazione della RAI (Radiotelevisione italiana). Il festival ha carattere competitivo, con giurie internazionali formate da professionisti dello spettacolo. Obiettivi della Mostra (che eredita il nome di Teleconfronto da una serie di convegni-rassegne tenutesi a Rapallo) 
sono la diffusione della conoscenza di fiction tv prodotta dai network di tutto il mondo; la scoperta di nuovi filoni di produzione televisiva e di quelli offerti dalle tecnologie leggere (Vtr); la sistemazione teorica della materia e, in modo rilevante, il dibattito culturale ed economico nel rapporto tra televisione e cinema.
Presidente del Teleconfronto è Ernesto G. Laura; vicepresidente è Mario Gallo; i direttori sono Ivano Cipriani (convegni) e Nedo Ivaldi (settore espositivo); coordinatore è Milvio Maccari (comune di Chianciano Terme). Del Comitato promotore fanno parte, oltre ai presidenti e ai direttori, gli esperti Stefania Brai (anche responsabile dell'organizzazione generale della Mostra), Antonino Cascino, Giovanni Cesareo (anche responsabile delle attività permanenti), Enrico Rossetti, Walter Ferrara, Giuseppe Richeri, Paolo Torresani e Mauro Wolf. La Segreteria di Chianciano Terme è tenuta da Augusto Preta e quella di Roma da Flavia Barca. L'immagine della Mostra è affidata al grafico romano Alfredo De Santis. Capo ufficio stampa è Mario Guidotti. Il Comitato d'onore è costituito, tra gli altri, da Enrico Fulchignoni (Unesco), Rafael Alberti (Spagna), Giulietta Masina (It.),Peter Nichols (GB), Ingrid Thulin (Svezia), Michelangelo Antonioni (It), Erik Barnouw (Usa), Franco Giraldi (It), Giuliana Berlinguer (It), Valerij Prostakov (Urss), Nanni Loy (It), Edith Bruck (Ungh./It.), Doc Comparato (Brasile), Yoichiri Imanishi (Giappone), J. Dominique de la Rochefoucauld (Francia) e Sergio Zavoli (It).

## La competizione
Nel corso delle sei edizioni partecipano al Teleconfronto venti paesi europei compresa la Russia (Unione Sovietica) che presentano 274 telefilm o puntate di telefilm e 149 video e teledocumentari. Ogni anno una particolare attenzione viene rivolta all'Italia. Alle sezioni extraeuropee intervengono nove paesi (Australia, Brasile, Canada, Cile, Repubblica popolare cinese, Cuba, Giappone, Nicaragua ed Usa) con 40 telefilm, comprendendo in questa voce anche una retrospettiva sul cinema seriale americano dagli anni dieci agli anni trenta dello scorso secolo, nonché 75 video e teledocumentari e due testimonianze visive in omaggio al fondatore della videoarte Nam June Paik. Nel corso dei sei anni di attività sono predisposti e distribuiti altrettanti fascicoli-antologia in edizione povera, di informazione, intitolati "Materiali sul telefilm".

## I premi
Ogni anno è nominata una giuria internazionale formata da personalità del cinema, della televisione e della cultura e una giuria popolare. I premi previsti sono i seguenti: Premio per la migliore miniserie; Premio per il miglior episodio di serie o di serial; Premio per la migliore sceneggiatura di miniserie; Premio per la migliore idea di serie a episodi; Premio speciale a disposizione della giuria; Premio speciale per la qualità dell'immagine; Premio per la migliore attrice e premio per il migliore attore. Eventuali Menzioni speciali. Inoltre un premio alla personalità e uno della giuria popolare. 
I convegni di studio.

## I convegni di studio
Il dibattito e la ricerca teorica sui temi offerti dalla produzione seriale televisiva e dai telefilm si svolgono attraverso cinque convegni: Perché i telefilm americani hanno successo in Europa? (1983); Film e telefilm: l'Europa colpisce ancora? (1984); Il mercato: questo oggetto sconosciuto (1985); Il villaggio globale: quella parte di mondo chiamata America Latina (1986); Il villaggio globale: quell'Asia non tanto misteriosa (1987).

## Le pubblicazioni
- Giovanni Spagnoletti, "R.W. Fassbinder TV", I libri del Teleconfronto, Torino, ERI, 1983, ISBN 88-85282-26-1;
- Caterina Lasagni e Giuseppe Richeri, "L'altro mondo quotidiano" - Telenovelas, Tv brasiliana e dintorni, I libri del Teleconfronto,2, Torino. Eri, 1986, EAN 9788839703200
- Ivano Cipriani (a cura), "L'Europa dei telefilm". Convegni internazionali di studio del Teleconfronto, 1983, 1984, 1985, Torino, Eri, 1987, ISBN 88-397-0476-0
- Teleconfronto, "Catalogo 1983", a cura di E.G.Laura, Montepulciano, Editori del Grifo, 1983
- Teleconfronto, "Catalogo 1984", a cura di E.G.Laura, Montepulciano, Editori del Grifo, 1984
- Teleconfronto, "Catalogo 1985", a cura di E.G.Laura, Montepulciano, Editori del Grifo, 1985
- Teleconfronto, "Catalogo 1986", a cura di E.G.Laura, Tortino, ERI, 1986
- Teleconfronto, "Catalogo 1987", a cura di E.G.Laura, Torino, ERI, 1987, ISBN 88-397-0475-2
- Teleconfronto, "Catalogo 1988", a cura di E.G.Laura, Torino, ERI, 1988, ISBN 88-397-0536-8